# Gobi
|  | Per a altres significats, vegeu «Gobi (peix)». |

El Gobi (en mongol: Говь; en xinès: 戈壁; en pinyin: gē bí, abans conegut com a Xamo) és una vasta regió desèrtica o una estepa desèrtica d'1.036.000 km², situada entre el nord de la Xina i el sud de Mongòlia. És el cinquè desert més extens del món. L'envolten les muntanyes d'Altai i les estepes de Mongòlia pel nord, l'altiplà del Tibet i la planura del nord de la Xina pel sud-oest. La paraula Gobi és ambigua, ja que ni a Mongòlia ni a la Xina es fa servir per a una zona específica. En lloc d'això, en llengua mongol Gobi (i en xinès, Gebi) es fa servir per a descriure el paisatge de roques i de còdols de l'Àsia central. Els deserts calents de sorra de la Xina s'anomenen Xamo, altrament escrit Shamo, i es fa servir incorrectament per a anomenar el Gobi, que sols en una petita part és un desert sorrenc. A la Xina, també d'aquesta regió se'n diu Han-hai ('llac sec'). Històricament, s'ha destacat per haver format part de l'Imperi Mongol i per la localització de diverses ciutats importants al llarg de la ruta de la Seda, ara connectades per carreteres i pistes. És travessat pel ferrocarril transmongolià, que uneix Ulaanbaatar amb Pequín.

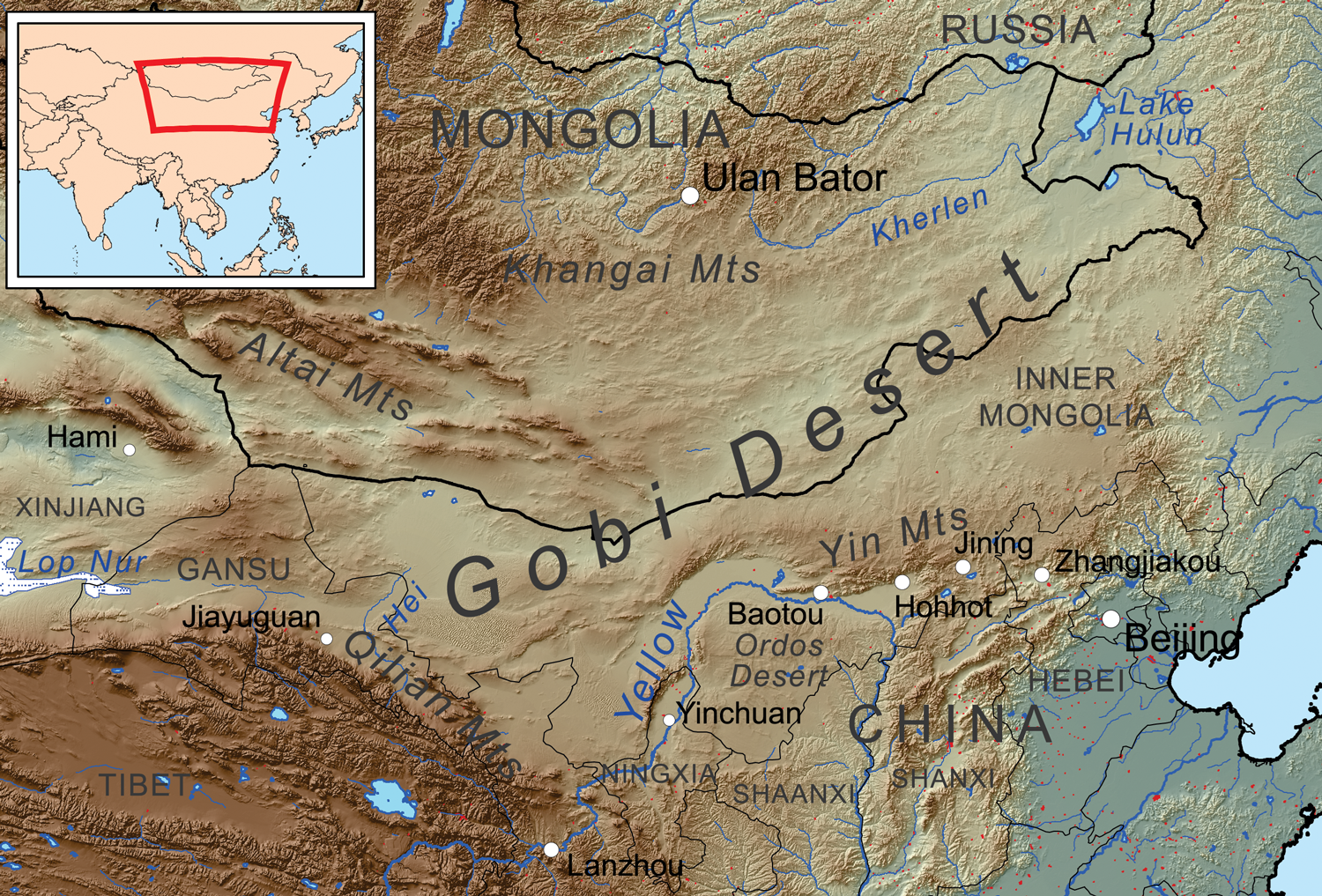
Situació del desert de Gobi

El Gobi s'estén 2.000 km de sud-oest a nord-est i 800 km és el màxim de nord a sud. És més ample a l'oest, al llarg de la línia que uneix el llac Bosten (altrament dit Baghrash Kol) i Lop Nor.
En sentit ample, el Gobi s'estén a través de la zona àrida de l'Àsia central. Això abasta una llarga banda de deserts i semideserts des del Pamir (a la longitud 77° est) fins a les muntanyes Hinggan (116 a 118° Est), a la frontera amb Manxúria. Al nord, la frontera del Gobi, la formen la serralada Altai i Khangai; al sud, limita amb la serralada Nanshan (muntanyes Altun-Shan i Qilian Shan) i el sud de Kunlun Shan (muntanyes Prschewalski i muntanyes Marco Polo), i també el nord àrid de l'altiplà tibetà. Això també inclou l'altiplà Ordos, i els deserts de Dzungaria i del Taklamakan.
Segons Théodore Monod, en canvi, el Gobi es limitaria estrictament a les estepes del sud de Mongòlia i del nord de la Mongòlia interior. A l'oest, segons Monod, faria frontera amb el desert d'Alashan i de Bejschan. Al nord, es trobaria amb les muntanyes Altai i l'est de Manxúria i al nord amb les estepes i prats (més humits) del nord de Mongòlia. Els vents del desert del Gobi arriben fins a uns 70 km de Pequín.
El Gobi no és, parlant amb propietat, un veritable desert, sinó més aviat un monòton semidesert o una estepa desèrtica. Només el 3% del Gobi és format per dunes de sorra (que en mongol s'anomenen Els) i la major part és coberta de roques. En aquest desert hi ha llacs, alguns dels quals són salats.

## Etimologia
La paraula «Gobi» és ambigua, ja que ni a Mongòlia ni a la Xina s'utilitza per descriure una zona específica. En lloc d'això, el mongol «Gobi» (Говь) (i el xinès gē bì) s'utilitzen per descriure genèricament el paisatge de roques i de còdols de l'Àsia central. A la Xina, als deserts sorrencs calents se'ls anomena «Xamo» (o «Shāmò», 沙漠), que s'usa incorrectament per anomenar el Gobi, ja que només una petita part és un desert sorrenc. També de vegades se'n diu Hànhǎi (en xinès, 瀚海; literalment, «llac sec sense fi»).

## Zones
El Gobi està compost per diferents regions geogràfiques i ecològiques, basades en les seves variacions de clima i topografia.
- El Bejschan (també escrit Beishan) és principalment un desert muntanyós; dona un enllaç entre el desert de Gobi amb la conca del Tarim. Monod classificà el Bejschan com a desert, però hi ha unes determinades plantes i animals que fan que sigui un ecosistema únic.

Actualment, una autopista travessa el desert i connecta Xinjiang amb l'est de la Xina.
- Alashan (en mongol, es pronuncia «alxa») és un desert sorrenc situat al sud-oest del Gobi de la Xina; voreja pel sud les muntanyes Nanschan i pel sud-est el riu Groc; a l'est, les muntanyes Helan Shan. És a una altitud entre 1.000 i 1.500 metres i a la zona de Badan Jaran hi ha Biluthu, que és la muntanya de sorra més alta del món, amb 1.610 metres d'altitud.

Segons l'explorador Przhevalsky, a la plana d'Alashan hi va haver probablement un gran llac; encara hi resten alguns llacs salats. Gairebé no hi ha oasis a Alashan. A l'oest d'Alashan, hi ha dunes de fins a 520 m (que s'anomenen Biluthu), i aquestes són les dunes més altes del món. Alguns llacs que hi ha entre les dunes tenen caràcter sagrat per als mongols. Els habitants d'Alashan actualment són xinesos han, mongols i hui.

## Clima

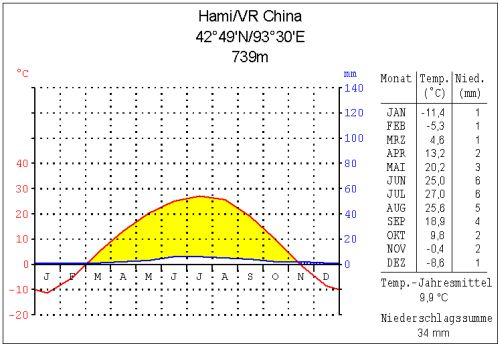
Climograma d'Hami al Gobi de la Xina

Per la seva situació, és un desert fred i d'una gran aridesa, de clima continental rigorós. L'escassa població es concentra al voltant dels nombrosos oasis, però la majoria dels habitants són nòmades, dedicats a la cria de cabres, ovelles, cavalls i camells.
Principalment per la manca de grans superfícies d'aigua i l'escassedat de vegetació, les diferències entre les temperatures màximes i mínimes diàries hi són molt elevades. En alguns dies d'hivern les temperatures baixen fins -65 °C. Encara que en els turons del sud-est el monsó arriba a l'estepa, la zona del Gobi té una pluviometria mitjana anual d'entre 30 i 200 litres. Els hiverns són especialment secs; a la primavera i principi d'estiu hi pot haver tempestes de neu i sorra; per tant, aquesta zona no és hiperàrida com sí que ho és el veí desert de Taklamakan.

## Conservació, ecologia i economia

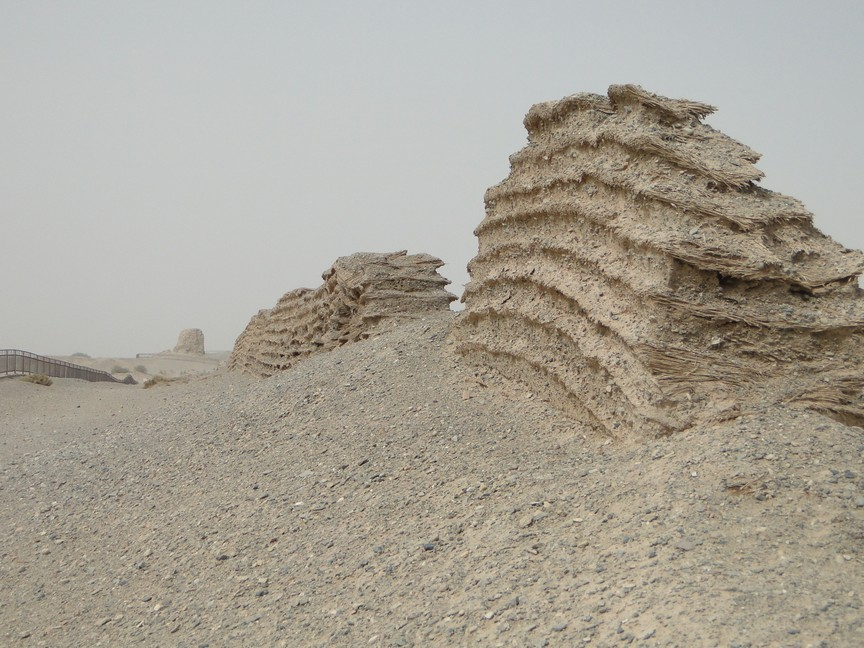
Les restes de la muralla xinesa al desert de Gobi

Al Gobi, s'han trobat fòssils importants de diferents eres geològiques. La majoria dels descobriments d'ous de dinosaures i dels seus nius provenen d'aquesta zona. En altres períodes geològics, hi havia una vegetació més abundant que nodria els dinosaures.
El desert i regions circumdants proveeixen aliment per a molts animals, incloent Gazella subgutturosa, Vormela peregusna i el corriol. Ocasionalment, l'àrea és visitada per Panthera uncia, ossos bruns i llops. També es destaquen un nombre d'arbustos adaptats a les sequeres, com  Salsola passerina, Artemisia cana i pastures de poca alçada, com Stipa sp. (espart, palla brava) i Cleistogenes squarrosa.
L'àrea és vulnerable pel pas de bestiar i vehicles tot terreny (l'impacte dels humans és més gran a la part oriental del desert, on cau més pluja i, per tant, es pot sostenir bestiar). A Mongòlia, les zones de pastura s'han vist reduïdes per la criança de cabres de caixmir per pastors nomàdes. Les tendències econòmiques sobre la privatització del bestiar i el col·lapse de l'economia urbana han fet que la gent reprengui els estils de vida campestres, moviment que és contrari a l'urbanisme i que ha provocat un increment en la quantitat de pastors nòmades i la criança de bestiar.
El desert està en un procés de creixement, a causa d'una combinació de factors, entre ells l'augment de la població i la seva corresponent activitat econòmica: l'excés de pastoreig i d'una prolongada sequera que han contribuït a l'expansió de la superfície del desert de Gobi a una velocitat de tres quilòmetres a l'any. Per intentar aturar l'avanç del desert el govern xinès està implementant una Gran muralla verda, un projecte de repoblament de grans dimensions que es preveu completar-se cap a l'any 2074, quan assoliria una longitud de 4.500 quilòmetres.

## Flora
Hi ha plantes adaptades a la secada, però aquesta zona és molt susceptible al sobrepasturatge i el pas de vehicles. La influència humana es nota sobretot a la part est del Gobi, on hi ha més pluja i més ramats.
Les famílies de plantes herbàcies més representades al Gobi són: Amaranthaceae, Chenopodiaceae, Euphorbiaceae, Molluginaceae, Poaceae, Polygonaceae, Portulacaceae i Zygophyllaceae. La majoria de plantes que tenen un metabolisme C4 pertanyen a tres famílies: Chenopodiceae (41 espècies), Poaceae (25 espècies) i Polygonaceae, del gènere Calligonum (sis espècies). Les quenopociàcies amb metabolisme C4 representen el 45% del total de quenopodiàcies presents al Gobi i són molt importants ecològicament en els ambients salins i els deserts freds. L'abundància relativa de les quenopodiàcies s'incrementa a mesura que augmenta l'aridesa. S'han naturalitzat provinents d'altres zones gramínies dels gèneres Setaria, Echinochloa, Eragrostis, Panicum i Chloris, en zones pertorbades i els oasis. Altres gèneres ben representats són: Artemisia, Allium, Ephedra, Aristida, Stipa, Calamagrostis, Trisetum, Elymus, Juniperus, Kochia, Populus i Ulmus
Entre els arbusts, hi ha Haloxylon ammodendron i Iljinia regelii a més d'altres arbusts dels gèneres Salsola i Anabasis, que poden viure amb menys de 100 litres anuals de pluja. Moltes de les espècies de metabolisme C4 són halòfits suculentes. L'abundància relativa de plantes quenopodiàcies amb metabolisme C3 augmenta a mesura que ho fa l'aridesa. Els arbres hi són escassos i es limiten al marge dels cursos d'aigua, els llacs i les zones amb aigua subterrània; hi són presents, per exemple: Populus euphratica i Tamarix ramosissima.
Hi ha un canvi sobtat entre els arbusts del semidesert (amb Artemisia tschernieviana, Ephedra przewalskii, Nitraria sphaerocarpa, Reaumuria soongorica i Zygophyllum xanthoxylon) i les comunitats d'arbusts nans de les muntanyes.
A les depressions salines i les dunes, estan mesclats psamòfits (plantes que viuen a la sorra) com, per exemple, Calligonum mongolicum, Haloxylon ammodendron (sacsaül negre)] i halòfits com, per exemple, Aeluropus littoralis var. sinensis, Kalidium foliatum, Salicornia perennans. Les plantes que proliferen en les depressions inundables del terreny, com Achnatherum splendens i Phragmites, proporcionen un farratge important.
Les espècies que hi predominen són: els alls (Allium spp.), Stipa gobica, Salsola ruthenica, Anabasis brevifolia, Stina gobica i el serpoll (Thymus serpyllum), Stipa klemenzii, Arenaria capillaris, Agropyron cristatum, Artemisia frigida

## Fauna
Al Gobi, i zones de l'entorn, hi ha el llop, l'hemió, la gasela persa, el jerbu petit, el turó de l'estepa i la pantera de les neus.
L'argalí, Ovis ammon, és una espècie silvestre d'ovella; està amenaçada d'extinció a Mongòlia, a causa de la caça furtiva i la competició amb les ovelles domèstiques.
1.000 hemions es varen reintroduir al Gobi. Hi ha uns 300 camells bactrians salvatges (Camelus ferus bactrianus).

## Ecologia
La biomassa de les plantes augmenta lentament durant la primavera i arriba al màxim a mitjan estiu.
Els sòls acostumen a ser terra bruna del tipus Gobi i solontxac (sòl salí). A Mongòlia, els ramats de cabres han augmentat molt recentment, i degraden més que les ovelles les herbes de les pastures. La llana de tipus cashmere és una exportació important de Mongòlia i l'increment de producció és un problema ecològic. Després de la caiguda del comunisme, els ramats s'han privatitzat i ja no hi ha un control estatal efectiu de les zones de pastura. A la Mongòlia interior de la Xina, es tracta de controlar la sobrepastura amb grans barreres de terra de pastura i reassentaments humans; a més, s'han fet grans plantacions de vegetació en allò que s'ha anomenat la Gran Muralla Verda de la Xina, per tal de limitar els efectes de les tempestes de sorra.

## Exploracions europees fins a 1911
El desert de Gobi ha tingut una llarga història d'ocupació humana, sobretot de pobles nòmades. Al començament del segle XX la regió estava sota el control nominal de la Xina, però habitat principalment per mongols, uigurs i kazakhs. El desert en si sol es coneixia parcialment pels estrangers, i la informació disponible es limitava a les aportacions de viatgers solitaris que hi creuaven per interès propi. Entre els exploradors europeus que van contribuir al coneixement del Gobi fins aleshores, es destaquen:
| - Marco Polo (1273-1275) - Jean-François Gerbillon (1688-1698) - Eberhard Isbrand Ides (1692-1694) - Lorenz Lange (1727-1728 y 1736) - Fuss i Alexander G. von Bunge (1830-1831) - Hermann Fritsche (1868-1873) - Pavlinov i Z.L. Matusovski (1870) - Ney Elias (1872-1873) - N. M. Przevalski (1870-1872 y 1876-1877) - Zosnovsky (1875) - Mikhail V. Pevtsov (1878) | - Grigory N. Potanin (1877 y 1884-1886) - Count Béla Széchenyi i Lajos Lóczy (1879-1880) - Els germans Grum-Grzhimailo (1889-1890) - Pyotr Kuzmich Kozlov (1893-1894 y 1899-1900) - Vsevolod I. Roborovsky (1894) - Vladimir A. Obruchev (1894-1896) - Karl Josef Futterer i Dr. Holderer (1896) - Charles-Etienne Bonin (1896 y 1899) - Sven Hedin (1897 y 1900-1901) - K. Bogdanovich (1898) - Ladyghin (1899-1900) i Katsnakov (1899-1900) |